# 范集镇 (淮安市)
范集镇，是中华人民共和国江苏省淮安市淮安区下辖的一个乡镇级行政单位。

## 行政区划
范集镇下辖以下地区：
范集社区、永陆村、闸西村、大问村、姚桥村、永济村和张朱村。